# Shahd Cleopatra
Die Shahd Cleopatra war ein 1971 als Hibiscus in Dienst gestelltes Fährschiff, das zuletzt bis von Cleopatra Navigation unter der Flagge von Honduras betrieben wurde. Nach sieben Jahren Liegezeit kenterte das ausgemusterte Schiff 2017 vor Sues, die Entfernung des Wracks erfolgte 2020.

## Geschichte
Die Hibiscus wurde am 12. Mai 1970 unter der Baunummer 1022 in der Werft von Mitsubishi Heavy Industries in Kōbe auf Kiel gelegt und lief am 23. Dezember 1970 desselben Jahres vom Stapel. Nach der Ablieferung an die in Tokio ansässige Reederei Nippon Car am 10. April 1971 nahm sie den Fährdienst von Osaka zur Provinz Hyūga auf. Sie hatte drei Schwesterschiffe: Die Bougainvillea, die Phenix und die Saint Paulia.
Nach fünf Dienstjahren wurde die Hibiscus 1976 an die algerische Reederei Cie. Nationale Algerienne de Navigation Maritime (CNAN) verkauft und in Hoggar umbenannt. Im selben Jahr folgte die Indienststellung auf der Strecke von Oran nach Marseille. Seit Juli 1987 stand das Schiff im Besitz der ebenfalls algerischen Entreprise Nationale de Transport Maritime des Voyageurs, blieb aber weiterhin auf derselben Route in Fahrt.
Nach 30 Jahren Dienstzeit als Hoggar wurde die Fähre im März 2006 an die Panama ansässige Reederei Cleopatra Navigation verkauft und in Shahd Cleopatra umbenannt. Sie stand fortan unter der Flagge von Honduras zwischen Ägypten und Saudi-Arabien im Einsatz. Nach vier Jahren wechselte das Schiff im Juli 2010 erneut den Besitzer und ging an Saleh Maah mit Sitz in Kairo. Eine erneute Indienststellung erfolgte jedoch nicht, stattdessen lag die Shahd Cleopatra seitdem gemeinsam mit ihrem Schwesterschiff Cleopatra Moon (ehemals Bougainvillea) im verlassenen Zustand vor Sues. Zuletzt entwickelte die Fähre starke Schlagseite und kenterte schließlich 2017. Das Wrack blieb noch weitere drei Jahre lang vor Sues liegen, ehe es 2020 vor Ort abgewrackt wurde.